# Ryō Nishikido
Ryo Nishikido (錦戸 亮 Nishikido Ryō?) (nacido el 3 de noviembre de 1984 en Osaka, Japón) es un actor y cantante japonés, miembro del grupo musical de J-pop, Kanjani Eight y ex- miembro de NEWS.

## Biografía
Ryo Nishikido, también conocido como Dokkun por su lengua afilada, o Ryochan por su extrema pequeñez en la adolescencia, nació en Osaka el 3 de noviembre de 1984. Allí creció.
Debutó artísticamente por la empresa Johnny's Entertainment, Inc. en el año 1997. En menos de un año consiguió cantar en los lives, algo sorprendente en su compañía, y se mudó a Tokio, dónde vive actualmente solo desde entonces. Fue uno de los Juniors más conocidos de la época.
Es el único miembro que está en dos bandas a la vez, algo nunca visto en Johnnys, y fue el primero de su compañía en tener un concierto en solitario, en el 2006. Tuvo mucho afluencia y las entradas se vendieron rápidamente.
El 1 de marzo de 2009, de acuerdo con la policía, Nishikido causó un mínimo accidente de tráfico en el Tokyo Metropolitan Expressway. Nishikido Ryo se encontraba conduciendo su automóvil en la carretera a través de la ciudad, cuando se estrelló contra otro vehículo en la rampa de Roppongi. Dicho vehículo después se metió en la frente. Una mujer de sesenta años de edad que se encontraba en el coche sufrió lesiones leves en el cuello y se encontró en el hospital por casi una semana. Nishikido la visitó poco después y le pidió disculpas. Un portavoz de Johnny mencionó que Nishikido había reprochado enérgicamente y se ofreció a renunciar a la conducción de un automóvil en un futuro.
Aparte de su carrera como cantautor y compositor, destaca su carrera interpretativa. Ha trabajado en doramas de mucho renombre como Un litro de lágrimas o Last Friends, dónde interpretaba un maltratador de varias personalidades. También estrenó en julio de 2010 su primera película, protagonizando al personaje principal, en "Chonmage Purin".
Actualmente, se encuentra trabajando en la serie televisiva Joker, dónde interpreta a un especialista forense.

## Discografía

### NEWS
Álbumes de estudio
- Touch
- Pacific
- Color
- LIVE

DVD
- NEWS Nippon 0304
- Summary of Johnny's World (con KAT-TUN y Ya-Ya-Yah)
- Never Ending Wonderful Story DVD
- NEWS Concert Tour Pacific 2007-2008: The First Tokyo Dome Concert
- NEWS Live Diamond

### Kanjani8
Álbumes
- 1. Kansha ni EITO (15 de diciembre de 2004)

- 2. KJ1 F•T•O (15 de marzo de 2006)

- 3. KJ2 Zukkoke Daidassou (6 de junio de 2007)

- 4. KJ3 Puzzle (15 de abril de 2009)

Singles
- 1. Naniwa Iroha Bushi (25 de agosto de 2004)

- 2. Osaka Rainy Blues (2 de marzo de 2005)

- 3. Sukiyanen, Osaka/ Oh! Enka/ Mugendai (14 de septiembre de 2005)

- 4. Osaka Obachan Rock/ Osaka Romanesque (7 de junio de 2006)

- 5. Kanfuu Fighting (13 de diciembre de 2006)

- 6. Zukkoke Otokomichi (11 de abril de 2007)

- 7. It’s My Soul (17 de octubre de 2007)

- 8. Wahaha (12 de marzo de 2008)

- 9. Musekinin Hero (29 de octubre de 2008)

## Filmografía

### Dramas
| Fecha de comienzo | Cadena televisiva | Drama                                                                                                 | Papel                |
| ----------------- | ----------------- | --- | -------------------- |
| 1998              | TV Asahi          | Binbō Dōshin Goyōchō (びんぼう同心御用帳 Binbō Dōshin Goyōchō?)                                       |                      |
| 1999              | TV Asahi          | Shichinin no Samurai J ke no Hanran (七人のサムライ J 家の反乱 Shichinin no Samurai J ke no Hanran ?) |                      |
| 2001              | NTV               | Zenigetchū!! (ゼニゲッチュー!! Zenigetchū!!?)                                                         |                      |
| 2003              | NHK               | Card Queen (カードの女王 Kado no joou?)                                                               |                      |
| 2004              | NHK               | Teruteru Kazoku (てるてる家族 Teruteru Kazoku ?)                                                      |                      |
| 2005              | NTV               | Ganbatte Ikimasshoi (がんばっていきまっしょい Ganbatte Ikimasshoi?)                                   | Sekino Hiroyuki (Bu) |
| 2005              | Fuji TV           | Un litro de lágrimas (1リットルの涙 Ichi rittoru no namida?)                                          | Haruto Asō           |
| 2006              | Fuji TV           | Attention Please (アテンションプリーズ Atenshon Purīzu?)                                              | Nakahara Shota       |
| 2006              | KTV               | Dive to Future (未来へのダイブ Mirai heno daibu?)                                                     |                      |
| 2006              | KTV               | Kemarishi (蹴鞠師 Kemarishi?)                                                                         |                      |
| 2008              | Fuji TV           | Isshun no Kaze ni Nare (一瞬の風になれ Isshun no Kaze ni Nare?)                                       | Kamiya Kenichi       |
| 2008              | Fuji TV           | Last Friends (ラスト・フレンズ Rasuto Furenzu?)                                                       | Oikawa Sosuke        |
| 2008              | TBS               | Ryūsei no Kizuna (流星の絆 Ryūsei no Kizuna?)                                                         | Ariake Taisuke       |
| 2009              | TBS               | Orthros no Inu (オルトロスの犬 Orutorosu no Inu?)                                                     | Aoi Ryosuke          |
| 2009              | NTV               | Niini no Koto wo Wasurenaide (にぃにのことを忘れないで Niini no Koto wo Wasurenaide?)                 | Kawai Keisuke        |
| 2010              | Fuji TV           | Joker Yurusarezaru Sosakan (ジョーカー 許されざる捜査官 ?)                                            | Kudo Kenji           |
| 2011              | TV Asahi          | Inu o Kau to Iu Koto (犬を飼うということ Inu o Kau to Iu Koto?)                                       | Hongo Yuji           |

### Película
En el año 2009 Nishikido es protagonista de una película titulada Niini no Koto wo Wasurenaide.
En esta interpreta a un hombre joven llamado Keisuke Kawai, quien aspiraba a ser físico desde pequeño. Sus padres llenos de esperanza lo enviaron a una escuela preparatoria muy cara, pero a la edad de 15, durante su tercer año de bachillerato, le diagnostican un tumor cerebral.
Recibiendo la noticia de que sólo le quedaba un año de vida, entra en desesperación, se rinde con el tratamiento e incluso pelea con su madre. Keisuke deberá luchar contra su enfermedad y todo lo que esto conlleva.
En julio de 2010, Nishikido estrenó la primera película dónde él ha trabajado: "Chonmage Purin". En ella, interpreta al protagonista, Kijima Yasube , un joven Samurai que es transportado a ésta era, que deberá convivir con una madre soltera que tiene un hijo. Aquí, descubrirá el arte de la cocina, y aspirará a convertirse en un famoso chef de postres.
Para el papel de chef de pastelería, Nishikido experimentó un entrenamiento especial en una conocida escuela desde diciembre del 2009.
También practicó las escenas de samurai. Él aparece con peinados diferentes en la película, naturalmente, incluido el copete, el peinado típico de los samuráis.

### Premios
- 2003-2004 Nikkan Sports Drama Grand Prix: Mejor Revelación, por la película de Teru Teru Kazoku.[2]

- 57° Television Drama Academy Awards: Mejor Actor de Reparto pot Last Friends.[3]

- 18° TV Life Annual Drama Awards 2008: Mejor Actor de Reparto por Last Friends.[4]

- 18° TV Life Annual Drama Awards 2008: Mejor Actor de Reparto por Ryusei no Kizuna.[5]

- Fall 2008 Nikkan Sports Awards: Mejor Actor de Reparto por Last Friends.[6]

- Summer 2009 Nikkan Sports Awards: Mejor Actor de Reparto pot Orthros no Inu.[7]